# Rosario de Desamparados
Rosario es el distrito número nueve del cantón de Desamparados, de la provincia de San José, en Costa Rica, fundado en el año de 1950.

## Toponimia
El nombre del distrito proviene de una observación hecha por el padre Matías Zavaleta, que viendo desgranarse gran cantidad de desamparadeños hacia el distrito manifestó: "Parecen cuentas del rosario uno tras otro, buscando el sol que más les caliente".

## Historia
Las primeras ocupaciones recordadas de este territorio fueron por indígenas del antiguo Reino Huetar de Occidente, el cual se encontraba encabezado por el Cacique Garabito. Los indígenas que habitaron esta región fueron los mismos que habitaron la región de Aserrí, sobresaliendo entre ellos el Cacique Accerrí, originario de la tribu Quepoa.
Los primeros pobladores ubicaron sus casitas a lo largo de un camino que unía San José con Aserrí, y separaron sus propiedades con cercas, ya sea de piedra o árboles naturales, por lo que antiguamente se llamó a esta región Dos Cercas.
En aquella época, Dos Cercas, que era un distrito de San José, se conformaba por los barrios de Patarrá, Salitral (hoy San Antonio), San Felipe (hoy San Miguel), Palo Grande (hoy San Rafael) y El Molino (hoy San Juan de Dios).
En 1821, el caserío Dos Cercas ya tenía gran importancia y se había planificado muy bien sus primeros cuadrantes, de conformidad con las normas que ordenaba la vetusta "Ley de Indias para la formación de cabildos", además de que ya contaba con más población que otros asentamientos como Patarrá, San Antonio, Aserrí y el mismo Curridabat.
En 1841, Desamparados ya era un barrio de San José, y se conformaba por los cuarteles de El Centro, El Molino (hoy San Juan de Dios), Palo Grande (hoy San Rafael), Patarrá, San Antonio y San Felipe (hoy San Miguel).
En 1950, el distrito de Rosario es segregado del distrito de Frailes.
El 4 de noviembre de 1962, se funda el cantón de Desamparados, número tres de la provincia de San José, mediante la Ley de Ordenanzas Municipales.

## Ubicación
Se ubica en el sur del cantón y limita al noroeste y oeste con el cantón de Aserrí, al sur con el distrito de Frailes, al este con el cantón de Cartago y al noreste con el distrito de San Miguel.

## Geografía
Rosario cuenta con un área de 14,85 km² y una altitud media de 1321 m s. n. m.

## Demografía
Para el año 2022, Rosario cuenta con una población estimada de 3465 habitantes, y para el último censo efectuado, en 2011, Rosario contaba con una población de 3088 habitantes.

## Concejo de distrito
El concejo de distrito de Rosario vigila la actividad municipal y colabora con los respectivos distritos de su cantón. También está llamado a canalizar las necesidades y los intereses del distrito, por medio de la presentación de proyectos específicos ante el Concejo Municipal. La presidenta del concejo del distrito es la síndica propietaria del partido Liberación Nacional, Wendy Vanessa Carvajal Ureña.
El concejo del distrito se integra por:
| #                       | Partido                         | Nombre                          |
| Síndico propietario     | Síndico propietario             | Síndico propietario             |
| ----------------------- | ------------------------------- | ------------------------------- |
| 1                       | Partido Liberación Nacional     | Wendy Vanessa Carvajal Ureña    |
| Síndico suplente        |                                 |                                 |
| 2                       | Partido Liberación Nacional     | José Pablo Hidalgo Méndez       |
| Concejales propietarios |                                 |                                 |
| 3                       | Partido Liberación Nacional     | Henry Padilla Corella           |
| 4                       | Partido Liberación Nacional     | María Raquel Cascante Quirós    |
| 5                       | Partido Liberación Nacional     | Luis Rodolfo Rojas Delgado      |
| 6                       | Partido Unidad Social Cristiana | Víctor Rafael Quesada Castillo  |
| Concejales suplentes    |                                 |                                 |
| 7                       | Partido Liberación Nacional     | Carlos Rogelio Garro López      |
| 8                       | Partido Liberación Nacional     | María Johanna Padilla Chavarría |
| 9                       | Partido Liberación Nacional     | Gerardo Alexis Fallas Rivera    |
| 10                      | Partido Unidad Social Cristiana | Óscar Méndez Díaz               |

## Organización territorial
El distrito de Rosario se conforma por las siguientes comunidades o barrios:
- Barrio Chirogres
- Barrio Guadarrama
- Barrio La Fila (comparte con Aserrí)
- Barrio La Joya
- Barrio Manzano
- Barrio Puente Negro
- Barrio Rancho Grande
- Barrio Rosario (centro)
- Barrio Tranquerillas
- Barrio Villanueva
- Barrio La Trinidad
- Barrio Los Ulate

## Cultura

### Educación
Ubicadas propiamente en el distrito de Rosario se encuentran los siguientes centros educativos:
- Escuela de La Joya
- Escuela La Trinidad
- Escuela de La Fila
- Escuela Leandro Fonseca Naranjo
- Escuela de Chirogres
- Escuela de El Rosario

## Transporte

### Carreteras
Al distrito lo atraviesan las siguientes rutas nacionales de carretera:
- Ruta nacional 222
- Ruta nacional 304